# Atari Portfolio
Az Atari Corporation cég által az 1980-as évek végétől az 1990-es évek elejéig tartó időszakban kiadott kéziszámítógép sorozat az Atari Portfolio.
Főbb jellemzőik (hardver):
- processzor: 80C88 System
- órajel sebesség: 4.9152 MHz
- belső RAM mérete: 128K (külső RAM-mal 640KB-ig bővíthető)
- belső ROM: 256KB
- képernyő: kihajtható LCD képernyő; szöveges mód – 40 karakter x 8 sor, grafikus mód:  240 x 64 pixel
- billentyűzet: 63 gombos QWERTY vagy QWERTZ elrendezés
- hang: speaker, 25 dallamú hang 622–2489 Hz tartományban
- busz: 60 pin-es
- tömeg: 45 dkg elemmel együtt
- méret: 7.8 x 4.1 x 1.2 hüvelyk (197 mm × 102 mm × 25 mm)
- erőforrás: 3 AA alkaline elem vagy AC adapter

Szoftverek a Portfolio ROM-ján:
- Worksheet: táblázatkezelő, Lotus 1–2-3 kompatibilis fájlformátum
- szövegszerkesztő (Text editor) alap word funkciókkal
- számológép
- címtár (Address book)
- személyi naptár, riasztással
- fájlok átviteléhez használható a PC kompatibilis Smart Parallel Interface
- vágólap segítségével mozgathatóak az adatok az alkalmazások között
- operációs rendszer: DIP Operation System 2.11 (DOS kompatibilis)